# Trần Thị Thanh Thúy
Trần Thị Thanh Thúy, född 12 november 1997 i Dĩ An, Binh Duong, Vietnam, är en volleybollspelare (vänsterspiker). 
Hon är kapten för Vietnams landslag och har spelat med dem vid Asiatiska mästerskapen och AVC Challenger Cup (och som Sport Center 1, Asian Women's Club Volleyball Championship). Vid både AVC Challenge Cup 2023 och Asian Women's Club Volleyball Championship 2023 blev hon utsedd till mest värdefulla spelare samtidigt som hennes lag vann turneringarna.
Thanh Thúy har spelat med klubbarna VTV Bình Điền Long An samt Sport Center 1 i Vietnam samt under olika perioder (främst som lån) med andra klubbar i öst- och sydöstasien såsom Bangkok Glass VC (Thailand), Attack Line (Taiwan) och Denso Airybees och PFU BlueCats (Japan)  Sedan 2024 spelar hon för Kuzeyboru GSK i Turkiet.